# Bones (estudio)
Bones (ボンズ Bonzu?) es un estudio de anime en Japón. Este estudio es conocido por producir series como My Hero Academia, Mob Psycho 100, Fullmetal Alchemist, Soul Eater, Noragami, Bungo Stray Dogs, Wolf's Rain, RahXephon, Scrapped Princess, Eureka Seven, Angelic Layer, Darker than Black, Ouran High School Host Club, Heroman, Star Driver, Zetsuen No Tempest y Kekkai Sensen.

## Historia
BONES fue fundado por miembros de Sunrise, principalmente por Masahiko Minami en compañía de Kōji Ousaka y Toshihiro Kawamoto en octubre de 1998. Su primer proyecto fue la colaboración con Sunrise en 2001 de Cowboy Bebop: Knockin' on Heaven's Door, una película basada en la anime de Cowboy Bebop.
En 2003, el estudio aumentó su notoriedad con la producción de la serie Fullmetal Alchemist, que fue un gran éxito tanto en Japón como en Occidente e incluso fue el tema para una película estrenada en 2005, Fullmetal Alchemist: Conquistador de Shamballa.
En 2007, el estudio sufrió la pérdida del cofundador Hiroshi Ōsaka, conocido por sus trabajos como diseñador de personajes de Mobile Suit Victory Gundam, Mobile Fighter G Gundam o The Mars Daybreak. Ōsaka había estado luchando contra el cáncer, sin embargo, sucumbió a la enfermedad el 24 de septiembre, a la edad de 44 años.
Desde la muerte de Hiroshi Ōsaka, dos nuevas incorporaciones ocupan el puesto de director. Ellos son Makoto Watanabe y Takahiro Komori. Komori es conocido por sus trabajos como diseñador de personajes y animador que ha estado desde el inicio de la compañía. Sus trabajos anteriores como diseñador consiste en Angelic Layer, Scrapped Princess y Darker than black.
El 31 de enero de 2018 el servio de streaming, Netflix, anuncio una alianza con los estudios de animación Production I.G (juntos algunos estudios filiales de su matriz IG Port) y BONES con el objetivo de coproducir juntos nuevas series originales para la plataforma.
En 2024, Bones escindió su división de producción bajo una subsidiaria separada y de propiedad absoluta conocida como Bones Film.

## Estudios
Al igual que el estudio Sunrise, donde algunos de sus fundadores trabajaron anteriormente, Bones se divide en estudios más pequeños que se centran en sus propios proyectos de anime.
- Estudio A: dirigido por el productor Naoki Amano y conocido principalmente por Gosick, Wolf's Rain, Angelic Layer, Hiwou War Chronicles, Noragami y Carole & Tuesday.

- Estudio B: conocido principalmente por Eureka Seven, RahXephon, Space Dandy y Mob Psycho 100.

- Estudio C: dirigido por el productor Yoshihiro Oyabu y conocido por Fullmetal Alchemist, Darker than Black: The Black Contractor, Soul Eater y Ouran High School Host Club. Actualmente está trabajando exclusivamente en My Hero Academia.

- Estudio D: dirigido por Mari Suzuki y conocido principalmente por Fullmetal Alchemist: Brotherhood y No. 6. Desde 2015, trabajan en Bungo Stray Dogs.

- Estudio E: el estudio más nuevo, dirigido por Makoto Watanabe y trabajando en las nuevas películas de Eureka Seven desde 2017.[7][8][9]

## Producciones

### Series de televisión
| Año  | Título                                        | Director(es)                        | Fecha de primera transmisión | Fecha de última transmisión | Eps. | Estudio | Notas | Refs.                |
| ---- | --------------------------------------------- | ----------------------------------- | ---------------------------- | --------------------------- | ---- | ------- | --- | -------------------- |
| 2000 | Karakuri Kiden Hiwou Senki                    | Tetsurō Amino                       | 24 de octubre de 2000        | 1 de mayo de 2001           | 26   | A       | Historia original.                                                                                             |                      |
| 2001 | Angelic Layer: Battle Doll                    | Hiroshi Nishikiori                  | 1 de abril de 2001           | 23 de septiembre de 2001    | 26   | A       | Adaptación del manga escrito e ilustrado por CLAMP.                                                            |                      |
| 2002 | RahXephon                                     | Yutaka Izubuchi                     | 21 de enero de 2002          | 10 de septiembre de 2002    | 26   | B       | Historia original.                                                                                             |                      |
| 2003 | Wolf's Rain                                   | Tensai Okamura                      | 6 de enero de 2003           | 29 de julio de 2003         | 30   | A       | Historia original.                                                                                             |                      |
| 2003 | Scrapped Princess                             | Sōichi Masui                        | 8 de abril de 2003           | 7 de octubre de 2003        | 24   | B       | Adaptación de las novelas ligeras escritas por Ichirō Sakaki e ilustradas por Nakayohi Mogudan.                |                      |
| 2003 | Fullmetal Alchemist                           | Seiji Mizushima                     | 4 de octubre de 2003         | 2 de octubre de 2004        | 51   | C       | Adaptación del manga escrito e ilustrado por Hiromu Arakawa.                                                   |                      |
| 2004 | Mars Daybreak                                 | Kunihiro Mori                       | 1 de abril de 2004           | 23 de septiembre de 2004    | 26   | B       | Historia original.                                                                                             |                      |
| 2004 | Kurau Phantom Memory                          | Yasuhiro Irie                       | 24 de junio de 2004          | 15 de diciembre de 2004     | 24   | A       | Historia original.                                                                                             |                      |
| 2005 | Koukyoushihen Eureka Seven                    | Tomoki Kyoda                        | 17 de abril de 2005          | 2 de abril de 2006          | 51   | B       | Historia original.                                                                                             |                      |
| 2006 | Ouran High School Host Club                   | Takuya Igarashi                     | 4 de abril de 2006           | 30 de septiembre de 2006    | 26   | C       | Adaptación del manga escrito e ilustrado por Bisco Hatori.                                                     |                      |
| 2006 | Jyu-Oh-Sei                                    | Hiroshi Nishikiori                  | 13 de abril de 2006          | 22 de junio de 2006         | 11   | A       | Adaptación del manga escrito e ilustrado por Natsumi Itsuki.                                                   |                      |
| 2006 | Ghost Slayers Ayashi                          | Hiroshi Nishikiori Yoshikazu Miyao  | 7 de octubre de 2006         | 31 de marzo de 2007         | 25   | A       | Historia original.                                                                                             |                      |
| 2007 | Darker than Black: The Black Contractor       | Tensai Okamura                      | 5 de abril de 2007           | 28 de septiembre de 2007    | 25   | C       | Historia original.                                                                                             |                      |
| 2007 | Skull Man                                     | Takeshi Mori                        | 28 de abril de 2007          | 22 de julio de 2007         | 13   | B       | Adaptación del manga escrito e ilustrado por Shōtarō Ishinomori.                                               |                      |
| 2008 | Soul Eater                                    | Takuya Igarashi                     | 7 de abril de 2008           | 30 de marzo de 2009         | 51   | C       | Adaptación del manga escrito e ilustrado por Atsushi Ōkubo.                                                    | [ 10 ]               |
| 2008 | Chiko, Heiress of the Phantom Thief           | Nobuo Tomisawa                      | 12 de abril de 2008          | 27 de septiembre de 2008    | 22   | A       | Adaptación del manga escrito e ilustrado por Shinji Ohara. Coproducción junto a Telecom Animation Film.        |                      |
| 2009 | Fullmetal Alchemist: Brotherhood              | Yasuhiro Irie                       | 5 de abril de 2009           | 4 de julio de 2010          | 64   | D       | Nueva adaptación del manga escrito e ilustrado por Hiromu Arakawa.                                             |                      |
| 2009 | Tokyo Magnitude 8.0                           | Masaki Tachibana                    | 9 de julio de 2009           | 17 de septiembre de 2009    | 11   | A       | Historia original. Coproducción junto a Kinema Citrus.                                                         |                      |
| 2009 | Darker than Black: Gemini of the Meteor       | Tensai Okamura                      | 8 de octubre de 2009         | 24 de diciembre de 2009     | 12   | C       | Secuela de Darker than Black: Kuro no Keiyakusha Gaiden.                                                       |                      |
| 2010 | Heroman                                       | Hitoshi Nanba                       | 1 de abril de 2010           | 23 de septiembre de 2010    | 26   | A       | Historia original de Stan Lee.                                                                                 |                      |
| 2010 | Star Driver: Shining Takuto                   | Takuya Igarashi                     | 3 de octubre de 2010         | 4 de abril de 2011          | 25   | C       | Historia original.                                                                                             |                      |
| 2011 | Gosick                                        | Hitoshi Nanba                       | 7 de enero de 2011           | 2 de julio de 2011          | 24   | A       | Adaptación de las novelas ligeras escritas por Kazuki Sakuraba e ilustradas por Hinata Takeda.                 |                      |
| 2011 | No. 6                                         | Kenji Nagasaki                      | 7 de julio de 2011           | 15 de septiembre de 2011    | 11   | D       | Adaptación de la novela escrita por Atsuko Asano.                                                              |                      |
| 2011 | Un-Go                                         | Seiji Mizushima                     | 14 de octubre de 2011        | 23 de diciembre de 2011     | 12   | C       | Secuela de Un-Go episode:0 Inga chapter.                                                                       |                      |
| 2012 | Eureka Seven: Astral Ocean                    | Tomoki Kyoda                        | 13 de abril de 2012          | 20 de noviembre de 2012     | 24   | A y B   | Secuela de Koukyoushihen Eureka Seven.                                                                         |                      |
| 2012 | Zetsuen no Tempest                            | Masahiro Andō                       | 4 de octubre de 2012         | 29 de marzo de 2013         | 24   | D       | Adaptación del manga escrito por Kyō Shirodaira e ilustrado por Arihide Sano y Ren Saizaki.                    |                      |
| 2013 | Tenkai Knights                                | Mitsuru Hongo                       | 5 de abril de 2014           | 28 de marzo de 2015         | 52   | C       | Historia original.                                                                                             |                      |
| 2014 | Space Dandy                                   | Shin'ichirō Watanabe Shingo Natsume | 4 de enero de 2014           | 26 de marzo de 2014         | 13   | B       | Historia original.                                                                                             |                      |
| 2014 | Noragami                                      | Kotaro Tamura                       | 5 de enero de 2014           | 23 de marzo de 2014         | 12   | A       | Adaptación del manga escrito e ilustrado por Adachitoka.                                                       | [ 11 ]               |
| 2014 | Captain Earth                                 | Takuya Igarashi                     | 5 de abril de 2014           | 20 de septiembre de 2014    | 24   | C       | Historia original.                                                                                             |                      |
| 2014 | Soul Eater Not!                               | Masakazu Hashimoto                  | 8 de abril de 2014           | 2 de julio de 2014          | 12   | A       | Adaptación del manga escrito e ilustrado por Atsushi Ōkubo.                                                    |                      |
| 2014 | Hitsugi no Chaika                             | Soichi Masui                        | 9 de abril de 2014           | 25 de junio de 2014         | 12   | D       | Adaptación de las novelas ligeras escritas por Ichirō Sakaki e ilustradas por Namaniku ATK.                    |                      |
| 2014 | Space Dandy II                                | Shin'ichirō Watanabe Shingo Natsume | 6 de julio de 2014           | 28 de septiembre de 2014    | 13   | B       | Secuela de Space Dandy.                                                                                        |                      |
| 2014 | Hitsugi no Chaika: Avenging Battle            | Soichi Masui                        | 9 de octubre de 2014         | 10 de diciembre de 2014     | 10   | D       | Secuela de Hitsugi no Chaika.                                                                                  |                      |
| 2015 | Kekkai Sensen                                 | Rie Matsumoto                       | 4 de abril de 2015           | 4 de octubre de 2015        | 12   | A y C   | Adaptación del manga escrito e ilustrado por Yasuhiro Nightow.                                                 |                      |
| 2015 | Show by Rock!!                                | Takahiro Ikezoe                     | 5 de abril de 2015           | 21 de junio de 2015         | 12   | D       | Adaptación del videojuego desarrollado por Geechs.                                                             |                      |
| 2015 | Akagami no Shirayuki-hime                     | Masahiro Andō                       | 7 de julio de 2015           | 22 de septiembre de 2015    | 13   | B       | Adaptación del manga escrito e ilustrado por Sorata Akizuki.                                                   | [ 12 ]               |
| 2015 | Noragami Aragoto                              | Kotaro Tamura                       | 2 de octubre de 2015         | 25 de diciembre de 2015     | 12   | A       | Secuela de Noragami.                                                                                           | [ 13 ]               |
| 2015 | Concrete Revolutio: Superhuman Phantasmagoria | Seiji Mizushima                     | 4 de octubre de 2015         | 27 de diciembre de 2015     | 13   | C       | Historia original.                                                                                             |                      |
| 2016 | Akagami no Shirayuki-hime 2                   | Masahiro Andō                       | 11 de enero de 2016          | 28 de marzo de 2016         | 13   | B       | Secuela de Akagami no Shirayuki-hime.                                                                          |                      |
| 2016 | Concrete Revolutio: The Last Song             | Seiji Mizushima                     | 3 de abril de 2016           | 17 de junio de 2016         | 11   | C       | Secuela de Concrete Revolutio: Superhuman Phantasmagoria.                                                      |                      |
| 2016 | My Hero Academia                              | Kenji Nagasaki                      | 3 de abril de 2016           | 26 de junio de 2016         | 13   | A y C   | Adaptación del manga escrito e ilustrado por Kōhei Horikoshi.                                                  | [ 14 ]               |
| 2016 | Bungō Stray Dogs                              | Takuya Igarashi                     | 7 de abril de 2016           | 23 de junio de 2016         | 12   | D       | Adaptación del manga escrito por Kafka Asagiri e ilustrado por Sango Harukawa.                                 | [ 15 ]               |
| 2016 | Show by Rock!! Short!!                        | Takahiro Ikezoe                     | 4 de julio de 2016           | 19 de septiembre de 2016    | 12   | D       | Secuela de Show by Rock!!.                                                                                     |                      |
| 2016 | Mob Psycho 100                                | Yuzuru Tachikawa                    | 12 de julio de 2016          | 27 de septiembre de 2016    | 12   | B       | Adaptación del manga escrito e ilustrado por One.                                                              | [ 16 ]               |
| 2016 | Show by Rock 2!!                              | Takahiro Ikezoe                     | 2 de octubre de 2016         | 18 de diciembre de 2016     | 12   | D       | Secuela de Show by Rock!! Short!!.                                                                             |                      |
| 2016 | Bungō Stray Dogs 2                            | Takuya Igarashi                     | 6 de octubre de 2016         | 22 de diciembre de 2016     | 12   | D       | Secuela de Bungō Stray Dogs.                                                                                   |                      |
| 2017 | My Hero Academia 2                            | Kenji Nagasaki                      | 1 de abril de 2017           | 30 de septiembre de 2017    | 25   | C       | Secuela de My Hero Academia.                                                                                   | [ 17 ]               |
| 2017 | Kekkai Sensen & Beyond                        | Shigehito Takayanagi                | 8 de octubre de 2017         | 31 de diciembre de 2017     | 12   | B       | Secuela de Kekkai Sensen.                                                                                      |                      |
| 2018 | My Hero Academia 3                            | Kenji Nagasaki                      | 7 de abril de 2018           | 29 de septiembre de 2018    | 25   | C       | Secuela de My Hero Academia 2.                                                                                 |                      |
| 2018 | Hisone to Masotan                             | Shinji Higuchi Hiroshi Kobayashi    | 13 de abril de 2018          | 29 de junio de 2018         | 12   | A       | Historia original.                                                                                             |                      |
| 2019 | My Hero Academia 4                            | Kenji Nagasaki Masahiro Mukai       | 12 de octubre de 2019        | 4 de abril de 2020          | 25   | C       | Secuela de My Hero Academia 3.                                                                                 |                      |
| 2019 | Mob Psycho 100 II                             | Yuzuru Tachikawa                    | 7 de enero de 2019           | 1 de abril de 2019          | 13   | B       | Secuela de Mob Psycho 100.                                                                                     |                      |
| 2019 | Carole & Tuesday                              | Shin'ichirō Watanabe Motonobu Hori  | 10 de abril de 2019          | 2 de octubre de 2019        | 24   | A       | Historia original.                                                                                             | [ 18 ]               |
| 2019 | Bungō Stray Dogs 3                            | Takuya Igarashi                     | 12 de abril de 2019          | 28 de junio de 2019         | 12   | D       | Secuela de Bungō Stray Dogs 2.                                                                                 | [ 19 ]               |
| 2021 | SK∞ the Infinity                              | Hiroko Utsumi                       | 10 de enero de 2021          | 4 de abril de 2021          | 12   | D       | Historia original.                                                                                             | [ 20 ]               |
| 2021 | Bungō Stray Dogs Wan!                         | Satonobu Kikuchi                    | 13 de enero de 2021          | 31 de marzo de 2021         | 12   | D       | Adaptación del manga escrito por Kafka Asagiri e ilustrado por Sango Harukawa. Coproducción junto a Nomad.     | [ 21 ]               |
| 2021 | My Hero Academia 5                            | Kenji Nagasaki Masahiro Mukai       | 27 de marzo de 2021          | 25 de septiembre de 2021    | 25   | C       | Secuela de My Hero Academia 4.                                                                                 | [ 22 ]               |
| 2021 | Godzilla: Singular Point                      | Atsushi Takahashi                   | 1 de abril de 2021           | 24 de junio de 2021         | 13   | A       | Historia original. Coproducción junto a Orange.                                                                | [ 23 ]               |
| 2021 | Vanitas no Carte                              | Tomoyuki Itamura                    | 2 de julio de 2021           | 17 de septiembre de 2021    | 12   | A       | Adaptación del manga escrito e ilustrado por Jun Mochizuki.                                                    | [ 24 ]               |
| 2022 | Vanitas no Carte Part 2                       | Tomoyuki Itamura                    | 14 de enero de 2022          | 1 de abril de 2022          | 12   | A       | Secuela de Vanitas no Carte.                                                                                   | [ 25 ]               |
| 2022 | Mob Psycho 100 III                            | Yuzuru Tachikawa Takahiro Hasui     | 5 de octubre de 2022         | 21 de diciembre de 2022     | 12   | B       | Secuela de Mob Psycho 100 II.                                                                                  | [ 26 ]               |
| 2022 | My Hero Academia 6                            | Kenji Nagasaki Masahiro Mukai       | 1 de octubre de 2022         | 25 de marzo de 2023         | 25   | C       | Secuela de My Hero Academia 5.                                                                                 | [ 27 ] [ 28 ]        |
| 2023 | Bungō Stray Dogs 4                            | Takuya Igarashi                     | 4 de enero de 2023           | 29 de marzo de 2023         | 13   | D       | Secuela de Bungō Stray Dogs 3.                                                                                 | [ 29 ]               |
| 2023 | Bungō Stray Dogs 5                            | Takuya Igarashi                     | 12 de julio de 2023          | 20 de septiembre de 2023    | 11   | D       | Secuela de Bungō Stray Dogs 4.                                                                                 | [ 30 ]               |
| 2024 | Metallic Rouge                                | Motonobu Hori                       | 11 de enero de 2024          | 4 de abril de 2024          | 13   | A       | Historia original.                                                                                             | [ 31 ] [ 32 ]        |
| 2024 | My Hero Academia 7                            | Kenji Nagasaki Naomi Nakayama       | 4 de mayo de 2024            | 12 de octubre de 2024       | 21   | C       | Secuela de My Hero Academia 6.                                                                                 | [ 33 ] [ 34 ] [ 35 ] |
| 2024 | Katsute Mahō Shōjo to Aku wa Tekitai Shiteita | Akiyo Ohashi                        | 9 de julio de 2024           | 24 de septiembre de 2024    | 12   | D       | Adaptación del manga escrito e ilustrado por Cocoa Fujiwara.                                                   | [ 36 ] [ 37 ]        |
| 2025 | My Hero Academia: Vigilantes                  | Ken'ichi Suzuki                     | 7 de abril de 2025           | 30 de junio de 2025         | 13   | Film    | Adaptación del manga spin-off de My Hero Academia escrito por Hideyuki Furuhashi e ilustrado por Betten Court. | [ 38 ] [ 39 ]        |
| 2025 | Gachiakuta                                    | Fumihiko Suganuma                   | 6 de julio de 2025           | —                           | 24   | Film    | Adaptación del manga escrito e ilustrado por Kei Urana.                                                        | [ 40 ] [ 41 ] [ 42 ] |
| 2025 | My Hero Academia 8                            | Kenji Nagasaki Naomi Nakayama       | 4 de octubre de 2025         | —                           | —    | D       | Secuela de My Hero Academia 7.                                                                                 | [ 43 ] [ 44 ] [ 45 ] |
| —    | SK∞ the Infinity 2                            | Hiroko Utsumi                       | —                            | —                           | —    | D       | Secuela de SK∞ the Infinity.                                                                                   | [ 46 ]               |
| —    | Yomi no Tsugai                                | Masahiro Andō                       | —                            | —                           | —    | Film    | Adaptación del manga escrito e ilustrado por Hiromu Arakawa.                                                   | [ 47 ]               |
| —    | Unmei no Makimodoshi                          | Rie Matsumoto                       | —                            | —                           | —    | Film    | Adaptación del manga escrito e ilustrado por Fūta Kimura.                                                      | [ 48 ]               |

### Películas
| Año  | Título                                                   | Director(es)                   | Duración | Estudio | Notas                                                        | Refs.  |
| ---- | -------------------------------------------------------- | ------------------------------ | -------- | ------- | ------------------------------------------------------------ | ------ |
| 2000 | Tenkū no Escaflowne                                      | Kazuki Akane                   | 98m      | A       | Historia original. Coproducción junto a Sunrise.             |        |
| 2001 | Cowboy Bebop: Knockin' on Heaven's Door                  | Shin'ichirō Watanabe           | 115m     | A       | Historia original. Coproducción junto a Sunrise.             |        |
| 2003 | RahXephon: Pluralitas Concentio                          | Tomoki Kyoda                   | 115m     | B       | Historia original.                                           |        |
| 2005 | Fullmetal Alchemist: Conquistador de Shamballa           | Seiji Mizushima                | 105m     | C       | Secuela de Fullmetal Alchemist.                              |        |
| 2007 | El samurái sin nombre                                    | Masahiro Andō                  | 102m     | B       | Historia original.                                           |        |
| 2009 | Eureka Seven: Pocketful of Rainbows                      | Tomoki Kyoda Hiroshi Haraguchi | 115m     | B       | Historia original. Coproducción junto a Kinema Citrus.       |        |
| 2011 | Towa no Quon 1: Utakata no Kaben                         | Umanosuke Iida                 | 48m      | B       | Historia original.                                           |        |
| 2011 | Towa no Quon 2: Konton no Ranbu                          | Umanosuke Iida                 | 48m      | B       | Secuela de Towa no Quon 1: Utakata no Kaben.                 |        |
| 2011 | Towa no Quon 3: Mugen no Renza                           | Umanosuke Iida                 | 48m      | B       | Secuela de Towa no Quon 2: Konton no Ranbu.                  |        |
| 2011 | Towa no Quon 4: Guren no Shoushin                        | Umanosuke Iida                 | 48m      | B       | Secuela de Towa no Quon 3: Mugen no Renza.                   |        |
| 2011 | Towa no Quon 5: Souzetsu no Raifuku                      | Umanosuke Iida                 | 48m      | B       | Secuela de Towa no Quon 4: Guren no Shoushin.                |        |
| 2011 | Fullmetal Alchemist: la estrella sagrada de Milos        | Kazuya Murata                  | 111m     | D       | Adaptación del manga escrito e ilustrado por Hiromu Arakawa. |        |
| 2011 | Un-Go episode:0 Inga chapter                             | Seiji Mizushima                | 48m      | C       | Adaptación del manga escrito e ilustrado por J-ta Yamada.    |        |
| 2013 | Gekijōban Star Driver                                    | Takuya Igarashi                | 150m     | C       | Historia original.                                           |        |
| 2017 | Eureka Seven: Hi-Evolution 1                             | Tomoki Kyoda                   | 93m      | E       | Historia original.                                           |        |
| 2018 | Bungo Stray Dogs: Dead Apple                             | Takuya Igarashi                | 90m      | D       | Historia original de Bungō Stray Dogs.                       |        |
| 2018 | Boku no Hero Academia the Movie 1: Futari no Hero        | Kenji Nagasaki                 | 96m      | C       | Historia original de My Hero Academia.                       | [ 49 ] |
| 2018 | Eureka Seven: Hi-Evolution 2                             | Tomoki Kyoda                   | 94m      | E       | Secuela de Eureka Seven: Hi-Evolution 1.                     |        |
| 2019 | Boku no Hero Academia the Movie 2: Heroes:Rising         | Kenji Nagasaki                 | 104m     | C       | Historia original de My Hero Academia.                       | [ 50 ] |
| 2020 | Joze to Tora to Sakanatachi                              | Kōtarō Tamura                  | 98m      | D       | Adaptación de la novela escrita por Seiko Tanabe.            |        |
| 2021 | Boku no Hero Academia: The Movie 3: World Heroes Mission | Kenji Nagasaki                 | 104m     | C       | Historia original de My Hero Academia.                       |        |
| 2021 | Eureka Seven: Hi-Evolution 3                             | Tomoki Kyoda                   | 116m     | E       | Secuela de Eureka Seven: Hi-Evolution 2.                     | [ 51 ] |
| 2024 | Boku no Hero Academia the Movie 4: You're Next           | Tensai Okamura                 | TBA      | C       | Historia original de My Hero Academia.                       | [ 52 ] |

### OVAs
| Año  | Título                                                                                 | Director(es)                       | Fecha de primera transmisión | Fecha de última transmisión | Eps. | Notas                                                                                       | Refs.  |
| ---- | -------------------------------------------------------------------------------------- | ---------------------------------- | ---------------------------- | --------------------------- | ---- | ------------------------------------------------------------------------------------------- | ------ |
| 2003 | RahXephon Interlude: Her and Herself/Thatness and Thereness                            | Tomoki Kyoda                       | 7 de agosto de 2003          | 7 de agosto de 2003         | 1    | Historia original.                                                                          |        |
| 2004 | Wolf's Rain OVA                                                                        | Tensai Okamura                     | 23 de enero de 2004          | 23 de febrero de 2004       | 4    | Secuela de Wolf's Rain.                                                                     |        |
| 2006 | Fullmetal Alchemist: Premium Collection                                                | Seiji Mizushima                    | 29 de marzo de 2006          | 29 de marzo de 2006         | 3    | Adaptación del manga escrito e ilustrado por Hiromu Arakawa.                                |        |
| 2007 | Ghost Slayers Ayashi: Ayashi Diving Comedy                                             | Hiroshi Nishikiori Yoshikazu Miyao | 22 de agosto de 2007         | 24 de octubre de 2007       | 5    | Secuela de Ghost Slayers Ayashi.                                                            |        |
| 2012 | Eureka Seven Ao: The Flowers of Jungfrau                                               | Hiroko Kazui                       | 20 de septiembre de 2012     | 20 de septiembre de 2012    | 1    | Historia original.                                                                          |        |
| 2014 | Noragami OVA                                                                           | Kotaro Tamura                      | 17 de febrero de 2014        | 17 de julio de 2014         | 2    | Adaptación del manga escrito e ilustrado por Adachitoka.                                    |        |
| 2015 | Hitsugi no Chaika: Nerawareta Hitsugi/Yomigaeru Iseki                                  | Soichi Masui                       | 10 de marzo de 2015          | 10 de marzo de 2015         | 1    | Adaptación de las novelas ligeras escritas por Ichirō Sakaki e ilustradas por Namaniku ATK. |        |
| 2016 | Noragami Aragoto OVA                                                                   | Kotaro Tamura                      | 17 de noviembre de 2015      | 17 de marzo de 2016         | 2    | Adaptación del manga escrito e ilustrado por Adachitoka.                                    |        |
| 2016 | Akagami no Shirayuki-hime: Nandemonai Takaramono, Kono Page                            | Masahiro Andō                      | 5 de enero de 2016           | 5 de enero de 2016          | 1    | Adaptación del manga escrito e ilustrado por Sorata Akizuki.                                |        |
| 2016 | Kekkai Sensen: Ousama no Restaurant no Ousama                                          | Rie Matsumoto                      | 3 de junio de 2016           | 3 de junio de 2016          | 1    | Adaptación del manga escrito e ilustrado por Yasuhiro Nightow.                              |        |
| 2017 | Boku no Hero Academia: Sukue! Kyuujo Kunren!                                           | Kenji Nagasaki Masahiro Mukai      | 4 de abril de 2017           | 4 de abril de 2017          | 1    | Adaptación del manga escrito e ilustrado por Kōhei Horikoshi.                               |        |
| 2017 | Boku no Hero Academia: Training of the Dead                                            | Kenji Nagasaki Masahiro Mukai      | 2 de junio de 2017           | 2 de junio de 2017          | 1    | Adaptación del manga escrito e ilustrado por Kōhei Horikoshi.                               |        |
| 2017 | Bungou Stray Dogs: Hitori Ayumu                                                        | Takuya Igarashi                    | 4 de agosto de 2017          | 4 de agosto de 2017         | 1    | Adaptación del manga escrito por Kafka Asagiri e ilustrado por Sango Harukawa.              |        |
| 2018 | Kekkai Sensen & Beyond: Zapp Renfro Ingaouhouchuu!!/Baccardio no Shizuku               | Rie Matsumoto                      | 4 de julio de 2018           | 4 de julio de 2018          | 1    | Adaptación del manga escrito e ilustrado por Yasuhiro Nightow.                              |        |
| 2019 | Mob Psycho 100: Dai Ikkai Rei toka Soudansho Ian Ryokou - Kokoro Mitasu Iyashi no Tabi | Yuzuru Tachikawa Takahiro Hasui    | 25 de septiembre de 2019     | 25 de septiembre de 2019    | 1    | Adaptación del manga escrito e ilustrado por One.                                           |        |
| 2020 | Boku no Hero Academia: Ikinokore! Kesshi no Survival Kunren                            | Kenji Nagasaki Masahiro Mukai      | 16 de agosto de 2020         | 16 de agosto de 2020        | 2    | Adaptación del manga escrito e ilustrado por Kōhei Horikoshi.                               |        |
| —    | SK∞ the Infinity OVA                                                                   | —                                  | —                            | —                           | —    | Historia original.                                                                          | [ 46 ] |

### ONAs
| Año  | Título               | Director(es)      | Fecha de primera transmisión | Fecha de última transmisión | Eps. | Estudio | Notas | Refs.  |
| ---- | -------------------- | ----------------- | ---------------------------- | --------------------------- | ---- | ------- | --- | ------ |
| 2008 | Xam'd: Lost Memories | Masayuki Miyaji   | 16 de julio de 2008          | 3 de febrero de 2009        | 26   | B       | Historia original para PlayStation Network.                                                                          | [ 53 ] |
| 2009 | Halo Legends         | Varios directores | 7 de noviembre de 2009       | 16 de febrero de 2010       | 8    | —       | Adaptación del videojuego desarrollado por Bungie. Coproducción junto a Production I.G, Studio 4°C y Toei Animation. |        |
| 2018 | A.I.C.O. Incarnation | Kazuya Murata     | 9 de marzo de 2018           | 9 de marzo de 2018          | 12   | A       | Historia original para Netflix.                                                                                      |        |
| 2021 | Super Crooks         | Motonobu Hori     | 25 de noviembre de 2021      | 25 de noviembre de 2021     | 13   | B       | Historia original para Netflix.                                                                                      | [ 54 ] |
| 2024 | T.P BON              | Masahiro Andō     | 2 de mayo de 2024            | 17 de julio de 2024         | —    | —       | Adaptación del manga escrito e ilustrado por Fujiko F. Fujio.                                                        | [ 55 ] |

### Especiales
| Año  | Título                                                      | Eps. | Notas                                |
| ---- | ----------------------------------------------------------- | ---- | ------------------------------------ |
| 2005 | Fullmetal Alchemist: Reflections                            | 1    |                                      |
| 2006 | Eureka Seven: Navigation ray=out                            | 1    |                                      |
| 2007 | Tenpou Ibun: Ayakashi Ayashi - Ayashi Shinkyoku             | 5    |                                      |
| 2008 | Soul Eater: Late Night Show                                 | 58   |                                      |
| 2008 | Darker than Black: Kuro no Keiyakusha Special               | 1    |                                      |
| 2009 | Fullmetal Alchemist: Brotherhood - 4-Koma Theater           | 16   |                                      |
| 2009 | Stranger: Mukou Hadan Pilot                                 | 1    |                                      |
| 2009 | Tokyo Magnitude 8.0 Recap                                   | 1    | Coproducción junto a Kinema Citrus   |
| 2010 | Heroman Specials                                            | 3    |                                      |
| 2010 | Darker than Black: Kuro no Keiyakusha Gaiden                | 4    |                                      |
| 2011 | Otona Joshi no Anime Time                                   | 4    | Coproducción junto a Production Reed |
| 2011 | Gosick Recap                                                | 1    |                                      |
| 2012 | Eureka Seven: New Order                                     | 1    |                                      |
| 2014 | Space☆Dandy Picture Drama                                   | 2    |                                      |
| 2014 | Space☆Dandy 2nd Season Picture Drama                        | 3    |                                      |
| 2015 | Kekkai Sensen: Soresaemo Saitei de Saikou na Hibi           | 1    |                                      |
| 2017 | Boku no Hero Academia 2nd Season: Hero Note                 | 1    |                                      |
| 2018 | Mob Psycho 100 Reigen: Shirarezaru Kiseki no Reinouryokusha | 1    |                                      |
| 2019 | Boku no Hero Academia the Movie: Futari no Hero Specials    | 2    |                                      |
| 2019 | Carole & Tuesday: Gus to Roddy no Kaisouroku                | 1    |                                      |

### Videojuegos
- Robot Alchemic Drive (Enix, 2002)
- Rahxephon Blu Sky Fantasia (Bandai, 2003)
- Fullmetal Alchemist and the Broken Angel (Square Enix, 2003)
- Fullmetal Alchemist: Stray Rondo (Bandai, 2004)
- Fullmetal Alchemist: Sonata of Memories (Bandai, 2004)
- Fullmetal Alchemist 2: Curse of the Crimson Elixir (Square Enix, 22, 2004)
- Fullmetal Alchemist 3: The Girl Who Succeed God (Square Enix, 2005)
- Eureka Seven vol. 1: The New Wave (Bandai, 2005)
- Eureka Seven vol. 2: The New Vision (Bandai, 2006)
- Fullmetal Alchemist: Prince of the Dawn (Square Enix, 2009)
- Fullmetal Alchemist: Daughter of the Dusk (Square Enix, 2009)
- Liberation Maiden (Part of Guild01; Level-5, 31 de mayo de 2012)
- Professor Layton vs. Phoenix Wright: Ace Attorney (Capcom/Level-5, 2012)
- Phoenix Wright: Ace Attorney - Dual Destinies (Capcom, 2013)
- Persona 4: Dancing All Night (Atlus, 2015)

## Enlaces
- Página oficial
- BONES  en la enciclopedia Anime News Network (en inglés)

- Datos: Q834471
- Multimedia: Bones (studio) / Q834471